# Le Faou
Le Faou je francouzská obec v departementu Finistère v regionu Bretaň. V roce 2009 zde žilo 1 759 obyvatel. Je centrem kantonu Le Faou. Nachází se zde římskokatolický kostel Nejsvětějšího Salvátora.